# 大久保泰邦
大久保 泰邦（おおくぼ やすくに、1954年 - ）は、日本の工学者。　

## 経歴
東京都生まれ。東京大学工学部資源開発工学科卒業。通商産業省工業技術院地質調査所に入所、新エネルギー・産業技術総合開発機構、東･東南アジア地球科学計画調整委員会（バンコク）、経済産業省産業技術総括調査官、地球観測に関する政府間会合（GEO、ジュネーヴ）、産業技術総合研究所地質分野研究企画室連携主幹、宇宙システム開発利用推進機構技術参与などを経て、現在、地熱技術開発株式会社探査部専門部長。元IUGS Task Group on Geohazards座長。日本学術会議連携会員、日本工学アカデミー理事。特定非営利活動法人石油ピークを啓蒙し脱浪費社会をめざすもったいない学会会長。海底地質リスク評価研究会技術顧問。工学博士。

## 著作
- 大久保泰邦著、石井吉徳監修『みんなではじめる低エネルギー社会のつくり方 - 日本のエネルギー問題を解決する15のポイント』合同出版、2013年5月
- 大久保泰邦著『エネルギーとコストのからくり』平凡社新書、2014年4月
- Yildirim Dilek, Yujiro Ogawa & Yasukuni Okubo編集『Characterization of Modern and Historical Seismic–Tsunamic Events, and Their Global–Societal Impacts』Geological Society, London, Special Publications 501、2021年